# Erőtér
Erőtér a fizikában valamely test által keltett kölcsönhatás, amely a téridőben meghatározható helyeken a más testekre ható erők nagyságát kifejezi.

## Az erőterek általános tulajdonságai
Az erőterek legfontosabb jellemzői: a nívófelület és az erőtér vektor. Nívófelületnek nevezzük azon helyek összességét, ahol a helyzeti energia (potenciális energia) azonos nagyságú. Egyszerű esetben ez lehet sík, vagy gömbfelület. Képzeletbeli, kiterjedés nélküli tömegtől bármely távolságra találunk olyan gömbfelületet, amely mentén az erőtér nagysága azonos. A legismertebb nívófelület a nyugvó folyadék felszíne, amelyet szintfelületnek is szokás nevezni.
Az erőtereket általánosan az érintkezésmentes erők nagyságából határozzuk meg. Az így értelmezett fizikai mennyiségeket viszont használjuk az érintkezéssel ható erők leírására is.
A nívófelületet döfő normálvektor iránya határozza meg az erőtér vektor irányát. Ez tehát a felületre merőleges irány. Ebben az irányban legnagyobb a potenciális energia változása, emiatt a nagyságát a hely szerinti derivált (a gradiens) határozza meg. Ha az erőtér gömbszimmetrikus, akkor az erőtér vektorok sugárirányban, a tér középpontja irányába mutatnak. Tekintettel arra, hogy csak a térerő ellenében végzett munka lehet pozitív, a jelenséget leíró egyenletekben mindig a negatív gradiens értéke szerepel.
Az erőtér vonala nem feltétlenül egyenes. Az elektromos tér erővonalai például ívelt vonalak, amelyek a pozitív töltéstől a negatív töltés irányába vezetnek, a mágneses erőtér vonalai önmagukban záródó görbék..

### Konzervatív erőterek
Az erőtereket konzervatív erőkre szokás értelmezni, erre az alábbi négy meghatározás egyenértékű:
{\displaystyle i)} Konzervatív erőtérben végzett munka független a test által bejárt pályától, csakis a potenciális energia megváltozásától (azaz a pálya végpontjaitól) függ:
{\displaystyle W_{AB}=\int \limits _{A,(g)}^{B}{\vec {F}}d{\vec {r}}=E_{A}-E_{B}}
{\displaystyle ii)} Konzervatív erőtér körintegrálja zérus:
{\displaystyle \oint {\vec {F}}d{\vec {r}}=0}
{\displaystyle iii)} A konzervatív erőtérhez található olyan U potenciál, aminek negatív gradiense az erőtér:
{\displaystyle -\mathbf {grad} U=-{\vec {\nabla }}U={\vec {F}}}
{\displaystyle iv)} A konzervatív erőtér örvénymentes (a rotációja zérus):
{\displaystyle \mathbf {rot} {\vec {F}}={\vec {\nabla }}\times {\vec {F}}=0}

### Disszipatív erők
A nem konzervatív erőket disszipatív erőknek nevezzük. Az ilyen erők esetén már nem állandó a mechanikai energia, mert a disszipatív erőkkel kapcsolatos folyamatokban más energiafajták (pl. hő) is szerepelnek. Disszipatív erők például a súrlódási erő és az időtől vagy a tömegpont sebességétől függő erők.

### Kapcsolódó fogalmak
Az erőtér fogalmát általánosíthatjuk. Eszerint erőtér jellegű bármely extenzív mennyiség egységnyi nagyságára ható erő. Ilyen lehet a tömeg, az elektromos töltés, a térfogat (hidrosztatika), a hőmennyiség, az anyagmennyiség (diffúzió).
A test, amelyre az erőtér hat: a fizika szempontjából extenzív mennyiség, a matematika szempontjából forrás. Az elektromos erőtér például forrásos, a Maxwell-egyenletek értelmében. Forrásos térben az erővonalak a forrásból indulnak ki és a negatív forrásban végződnek.
A test időbeli mozgását leíró fizikai mennyiség áram, vagy áramsűrűség-jellegű. A test időbeli mozgása a forráserősség.
A test mérete skaláris mennyiség, a térerő viszont vektor. A testekre ható erő irányát a térerő vektor lokális iránya határozza meg, általánosan: az erővonalak iránya. Gömb alakú forrásos erőtérben ez a forrástól a testig húzott sugár iránya (irányvektor), emiatt szokás ezt r betűvel jelölni.
A test helyzetének megváltozását gradiens írja le.
A test térbeli helyzetének megváltoztatása csak munkavégzés útján lehetséges. Ennek eredménye a potenciális energia. Az egységnyi méretű test potenciális energiája a potenciál. A potenciális energia negatív gradiense az erő.
A potenciál negatív gradiense a térerő. A potenciál értékét valamely meghatározott helytől számított potenciálkülönbséggel adjuk meg. Például homogén tömegből álló gömb gravitációs terét a felszínétől kezdve számítjuk, amely maximumát a végtelenben éri el.

### Szabaderő és kényszererő
Ez a szemléletmód lehetővé teszi a súlyos tömeg és a tehetetlen tömeg ellentmondásának jobb megértését.
Ha az erőtérben a test mozgását kényszerfeltétel akadályozza, helyzete nem változik, és statikus erő hat rá: kényszererő. Ilyen például a föld felszínére helyezett tárgyra ható súlyerő.
Ha kényszerfeltétel nincs, a test szabad mozgást végez az erőtérben; mozgásállapota megváltozik, például gyorsul. Ebben az esetben tehát ugyanaz az erőtér szabaderő formában jelentkezik.
A gravitációs erőtérhez hasonlóan az elektrosztatikus térben is elmondhatjuk: vagy helyben maradnak a töltések, és a Coulomb-erők hatnak rájuk, vagy gyorsuló mozgást végeznek (mint a katódsugárcsőben az elektronok).
A hidrodinamikában ugyanez a jelenség az alábbiakban szerepel (lásd: erősűrűség, illetve kompressziós potenciál).

## Gravitációs erőtér

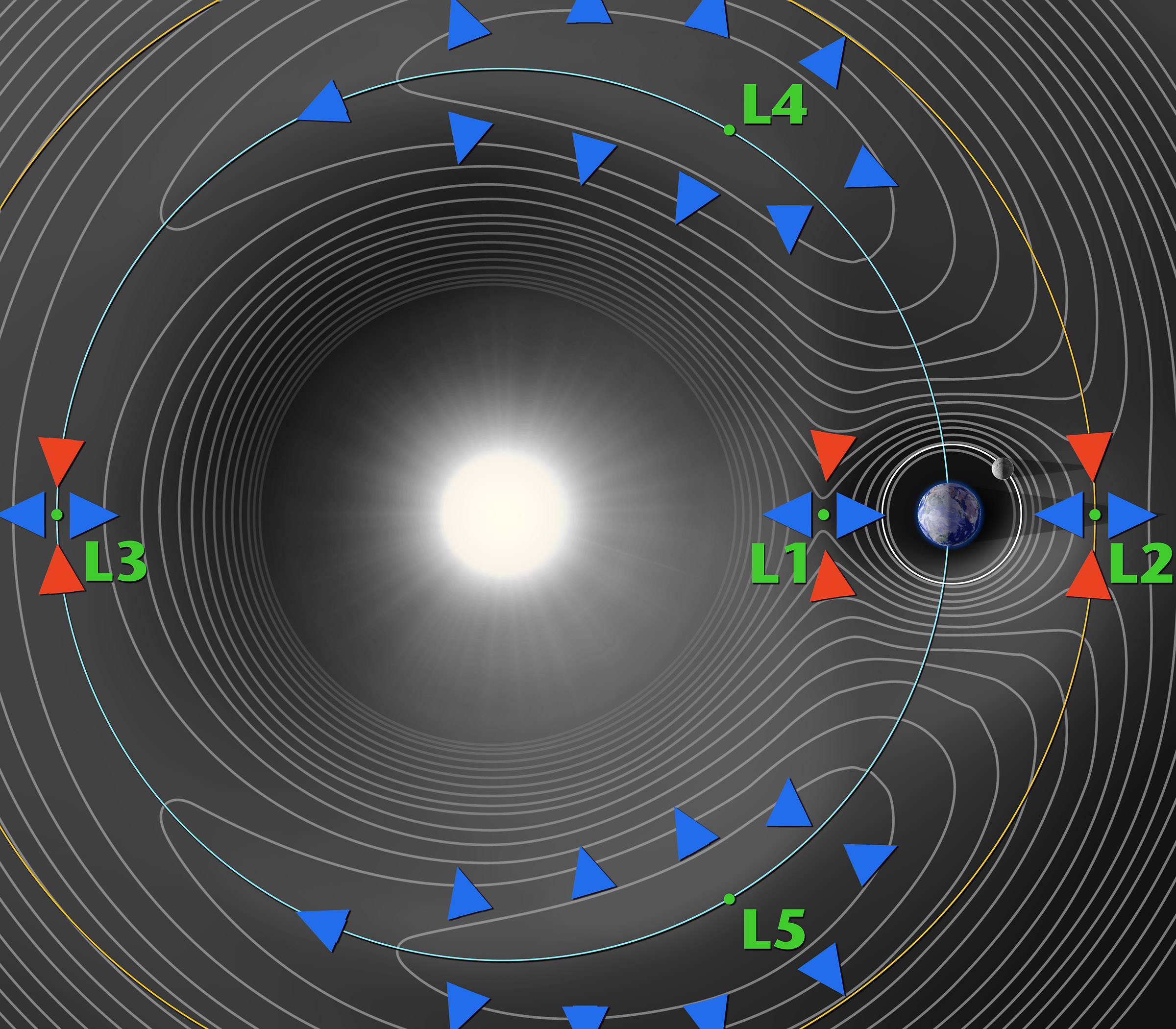
A Föld környezetének gravitációs erőtere. Középen a Nap, jobboldalt a Föld. Az L_{1}, L_{2}, L_{3}, L_{4} és L_{5} az ún. Lagrange-pontok

Gravitációs erőtérben az erő nagysága: {\displaystyle F=m\cdot g}, ahol m a tömeg és g az erőtér nagysága. Az erőtér tehát a tömegegységre ható erő.
Az ábrán a szintvonalak a gömbfelületet közelítik a Nap körül, a Földtől elegendően nagy távolságban, másrészt a Földhöz elegendő közelségben, ahol viszont a Nap hatása kevésbé érvényesül. Az ábrán az L betűk a Lagrange-féle librációs pontokat jelzik.
A Newton-féle gravitációs törvény értelmében a Föld felszínén az erőtér nagysága a következő képlettel írható le, ahol M a Föld tömege, γ a Newton-féle gravitációs állandó, r a Föld felszíni sugara:
{\displaystyle g=\gamma {M \over r^{2}}={(6,67\cdot 10^{-11}}{{{\mbox{m}}^{3}} \over {\mbox{kg}}\cdot {\mbox{s}}^{2}})\cdot {{5,97\cdot 10^{24}\,\ {\mbox{kg}}} \over (6,37\cdot 10^{6}\,\ {\mbox{m}})^{2}}={9,80665\,\ {{\mbox{m}} \over {\mbox{s}}^{2}}}}
Kiszámítjuk az egy kilogramm tömegre ható erőt (a súlyerőt):
{\displaystyle G=\gamma {Mm \over r^{2}}={(6,67\cdot 10^{-11}}{{{\mbox{m}}^{3}} \over {\mbox{kg}}\cdot {\mbox{s}}^{2}})\cdot {{{5,97\cdot 10^{24}\,\ {\mbox{kg}}}\cdot 1\,\ {\mbox{kg}}} \over (6,37\cdot 10^{6}\,\ {\mbox{m}})^{2}}={9,80665\,\ {{\mbox{m kg}} \over {\mbox{s}}^{2}}}=9,80665{\mbox{N}}}
Megjegyzés: a Newton-féle gravitációs állandót γ helyett szokás G betűvel is jelölni. Jelenleg ez ütközik a súlyerő jelével.
A potenciál:
{\displaystyle U=\int {\mathbf {g} \,\ \mathrm {d} h}}
Az m tömegű test potenciális energiája:
{\displaystyle E_{pot}=m\int {\mathbf {g} \,\ \mathrm {d} h}}, ha feltételezhető, hogy g = állandó, akkor {\displaystyle E_{pot}=m\,\ g\,\ h}
A képletek az abszolút értéket írják le, ezért a negatív előjelet nem jelöltük.

## Elektromos és mágneses mező

### Elektromos erőtér

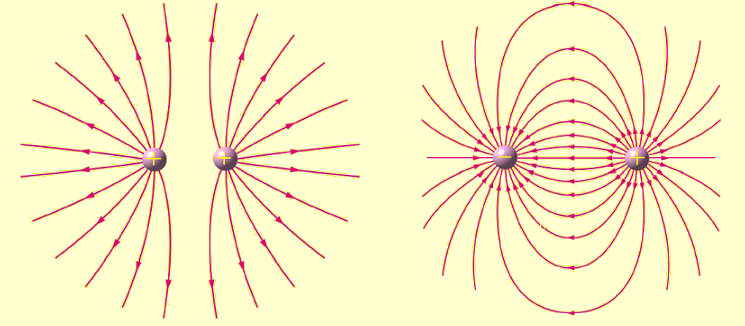
Erővonalak azonos, illetve ellentétes előjelű töltés erőterében. Az azonos előjelű töltések erővonalai a végtelenbe tartanak

Q nagyságú töltés erőtérben a térerősség:
{\displaystyle \mathbf {E} =-{1 \over 4\pi \varepsilon _{0}}{Q \over r^{2}}\ }
A q nagyságú töltésre ható erő Q nagyságú töltés erőterében:
{\displaystyle \mathbf {F} =-{\frac {1}{4\pi \varepsilon _{0}}}{\frac {Qq}{r^{2}}}=q\cdot \mathbf {E} }
A potenciál:
{\displaystyle \mathbf {U} =-\int {\mathbf {E} \,\ \mathrm {d} s}}
q nagyságú töltésnek s elmozdulása által végzett munka a potenciális energia:
{\displaystyle E=-\mathbf {q} \int {\mathbf {E} \,\ \mathrm {d} s}}
Megjegyzés: ha azonos előjelű töltéseket közelítünk egymáshoz, pozitív a munkavégzés. A gravitációs potenciál viszont akkor növekszik, ha távolítjuk a testeket egymástól.

### Mágneses erőtér
A mágneses mezőben mozgó töltésre ható erő nagysága (Lorentz-erő):
{\displaystyle \mathbf {F} =Q\left(\mathbf {v} \times \mathbf {B} \right)}, ahol Q a töltés, v a sebesség, és B az indukció.
A mágneses mező jellemző eltérése az elektromos mezőtől, hogy nem forrásos erőtér; az erővonalak zárt görbék. Ha elő lehetne állítani mágneses monopólusokat, azok tere forrásos erőtér volna.

### Egyéb erőterek

#### Kémiai erőtér
A kémiában többféle erőteret szokás értelmezni. Ilyen például a Van der Waals-féle erők erőtere. Az erő egyenlete:
{\displaystyle F(r)={\frac {\lambda }{r^{s}}}-{\frac {\mu }{r^{t}}}}
Információ angolul: en:Force field (chemistry)

#### Hidrodinamika
A hidrodinamikában a testek méretét a térfogatukkal adjuk meg. A források tehát térfogatok, a forráserősség ennek alapján a térfogatáram. Ez a kölcsönhatás nem tartozik az érintkezésmentes erők csoportjába. Erősűrűségnek nevezik a folyadéknyomás negatív gradiensét.
{\displaystyle \mathbf {f} =-grad\,\ \mathbf {p} }.
Az erősűrűségnek a térfogattal képzett szorzata az erő:
{\displaystyle \mathbf {F} =\mathbf {f} \cdot \mathbf {V} }; ebből számítható adott pontban a folyadékáramlás gyorsulása. A folyadék által végzett munka:
{\displaystyle \mathbf {W} =\mathbf {p} \cdot \mathbf {V} } egyben a folyadék nyomása és térfogata által meghatározott potenciális energia. A hidrosztatikai nyomás képlete értelmében (nyugvó folyadékban) a helyzeti és a  nyomási (kompressziós) potenciális energiák egymással egyensúlyban vannak.

#### Fénytér
1846-ban Michael Faraday Thoughts on Ray Vibrations című munkájában a fényt tér formájában írta le. Felismerte ugyanis, hogy a fényforrástól a megvilágított tárgyig húzott sugár ugyanolyan természetű, mint a gravitáció esetében a központi égitesttől a vizsgált tárgyig húzható sugár.

## Fordítás
- Ez a szócikk részben vagy egészben  a   Force_field_(physics) című angol Wikipédia-szócikk fordításán alapul.  Az eredeti cikk szerkesztőit annak laptörténete sorolja fel. Ez a jelzés csupán a megfogalmazás eredetét és a szerzői jogokat jelzi, nem szolgál a cikkben szereplő információk forrásmegjelöléseként.